# کرومیست‌ها

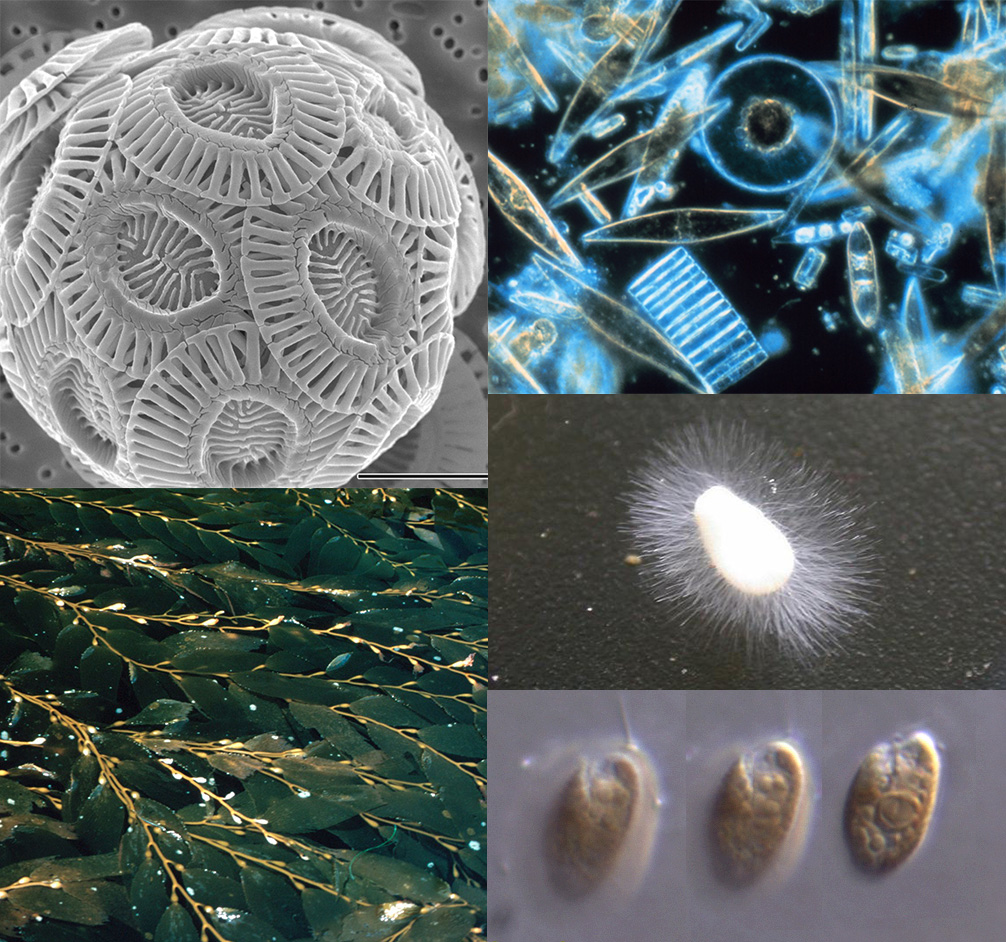
تصاویر میکروسکوپی از کرومیست ها

کرومیست‌ها (انگلیسی: Chromista) یا گیاهان تک‌سلولی یک زیرگروه برای یوکاریوتها در برخی طبقه‌بندی‌ها هستند. ازجمله در طبقه‌بندی کاوالیر اسمیت در سال ۲۰۰۴ جانداران به شش فرمانرو (سلسله) تقسیم شدند:
باکتری‌ها، پروتوزوآ، کرومیست‌ها، گیاهان، جانوران و قارچ‌ها. حدود ۲۷ هزار و پانصد کرومیست (که شامل جلبک و کپک‌های آبی مختلف می‌شود) وجود دارد. البته این طبقه‌بندی کمتر پذیرفته شده‌است.
در طبقه‌بندی Cavalier-Smith, 1981 کرومیست‌ها زیرمجموعه به نام حبابچه‌داران رنگی دارد و خود آن دارای سه زیرگروه ناجورتاژکان، Haptophyta و Cryptophyta هستند.

## سامانه زیست شناختی
| لینه ۱۷۳۵           | هکل ۱۸۶۶    | چاتون ۱۹۲۵  | کوپلند ۱۹۳۸ | ویتیکر ۱۹۶۹ | ووز و دیگران ۱۹۹۰   | کاوالیر-اسمیت ۱۹۹۸ |
| ------------------- | ----------- | ----------- | ----------- | ----------- | ------------------- | ------------------ |
| ۲ فرمانرویی         | ۳ فرمانرویی | دوقلمرویی   | ۴ فرمانرویی | ۵ فرمانرویی | سه‌حوزه‌ای            | ۶ فرمانرویی        |
| (در نظر گرفته نشده) | آغازیان     | پروکاریوت‌ها | مونرا       | مونرا       | باکتری‌ها            | باکتری‌ها           |
| (در نظر گرفته نشده) | آغازیان     | پروکاریوت‌ها | مونرا       | مونرا       | باستانیان (Archaea) | باکتری‌ها           |
| (در نظر گرفته نشده) | آغازیان     | یوکاریوت‌ها  | آغازیان     | آغازیان     | یوکاریا             | پروتوزوآ           |
| (در نظر گرفته نشده) | آغازیان     | یوکاریوت‌ها  | آغازیان     | آغازیان     | یوکاریا             | کرومیست‌ها          |
| گیاهان              | گیاهان      | یوکاریوت‌ها  | گیاهان      | گیاهان      | یوکاریا             | گیاهان             |
| گیاهان              | گیاهان      | یوکاریوت‌ها  | گیاهان      | قارچ‌ها      | یوکاریا             | قارچ‌ها             |
| جانوران             | جانوران     | یوکاریوت‌ها  | جانوران     | جانوران     | یوکاریا             | جانوران            |